# A fényvers
A fényvers (Light Verse) Isaac Asimov egyik sci-fi novellája, amely a The Saturday Evening Post magazin 1973. szeptember-októberi számában jelent meg. Magyarul a Robottörténetek című novelláskötetben olvasható.

## Történet
|  | Alább a cselekmény részletei következnek! |

A novella 2150-ben játszódik, és egy gyilkosság előzményeit írja le:
Az űrhajós özvegye, Mrs. Lardner házából szinte múzeumot készített, melynek legfőbb látványosságai a nő által készített fényszobrok, amiket ő fényverseknek hív. Ezen kívül híres a robotszeretetéről: robotjait sosem cseréli le, nem módosíttatja (vagy állíttatja le) pozitronagyaikat.
Travis, az Amerikai Robot és Gépember Rt. főmérnöke csodálja Mrs. Lardnert a fényversei miatt, s amikor meglátja a szinte működésképtelen Maxot, beállítja annak agyát. Amikor az özvegy megtudja ezt, rátámad Travisra, mivel Max készítette a fényverseket. Miután Max egykori képességét megtudta, a férfi meg sem próbál kitérni a kés elől.
|  | Itt a vége a cselekmény részletezésének! |

## Megjelenések

### angol nyelven
1. The Saturday Evening Post, 1973. szeptember-október
2. Buy Jupiter and Other Stories (Doubleday, 1975)
3. AHP: Stories to be Read with the Door Locked (Random House, 1975)
4. AHP: Stories to be Read with the Door Locked, Volume I (Dell, 1977)
5. Opus 200 (Houghton Mifflin, 1979)
6. The Complete Robot (Doubleday, 1982)
7. The Robot Collection (Doubleday, 1983)
8. The Asimov Chronicles: Fifty Years of Isaac Asimov (Dark Harvest, 1989)

### magyar nyelven
1. Robottörténetek, I. kötet (Móra, 1993, ford.: Villányi György, Fényvers címmel)
2. Asimov teljes Alapítvány-Birodalom-Robot Univerzuma, I. kötet (Szukits, 2001, ford.: Tóth Róbert)

| Előző | Sorozat                                               | Következő |
| ----- | ----------------------------------------------------- | --------- |
| Öcsi  | Robot sorozat Alapítvány–Birodalom–Robot regényciklus | Too Bad!  |